# Lautenbach (Flöha)
Der Lautenbach ist ein linker Nebenfluss der Flöha im sächsischen Erzgebirge. Mit den Talsperren Neunzehnhain I und Neunzehnhain II wird er zwei Mal aufgestaut und ist wesentlicher Bestandteil des Talsperrensystems Mittleres Erzgebirge mit dem der Großraum Chemnitz mit Trinkwasser versorgt wird.

## Verlauf
Der Bach entspringt auf etwa 625 m nördlich von Lauta. Hier bei der Einschicht Jüdenhain sammelt er sich im Fürstenteich und durchfließt den Heinzewald zum Roten Pfützenteich. Nach weiteren zwei Kilometern beginnt die etwa 1,5 km lange Talsperre Neunzehnhain II. Nach wiederum 2 Kilometern wird der Bach durch die kleinere und ältere Talsperre Neunzehnhain I aufgestaut. In der Nähe des Haltepunkts Reifland-Wünschendorf der Bahnstrecke Reitzenhain–Flöha mündet er in die Flöha.

## Zuflüsse
- Goldbach (links)
- Dreibach (rechts)
- Gänsebach (links, direkter Zufluss in Talsperre Neunzehnhain II)
- Schwarzbach (links)

## Besonderheiten
Etwa 80 % des Einzugsgebiets sind bewaldet und nur 18 % werden landwirtschaftlich genutzt. Dies bewirkt eine außergewöhnlich gute Qualität des in den Talsperren gewonnenen Trinkwassers.